# 이우태
이우태(李愚兌, 1922년 11월 25일 ~ 1997년 3월 6일)는 대한민국의 언론인이며 작가, 정치인이다. 이태(李泰)라는 필명으로 널리 알려져 있다.

## 생애
충청북도 제천군 출신이다. 국학대학 국문과를 나온 후 조선신문학원을 거친 뒤 한국 전쟁 발발 직전 합동통신 기자가 되어 언론계에 입문했다. 한국 전쟁 개전 초기에 조선인민군이 서울을 점령하였을 때 조선민주주의인민공화국을 지지하여 조선중앙통신사의 기자가 되었다.
조선중앙통신사의 파견으로 전라북도 전주시에서 활동하던 중 국제연합군 참전으로 전세의 변화가 일어났다. 이우태는 이때 조선로동당 전북도당을 따라 회문산으로 들어가게 되었고, 조선인민유격대에 입대하여 빨치산이 되었다.  이후 지리산을 기반으로 한 이현상의 남부군에 편입되어 남부군 기관지인 《승리의 길》 기자로 활동하였다.
1952년에 체포되어 전향하였다. 정치인 정해영을 만난 것을 계기로 정계에 입문한 뒤 민중당 비례대표로 제6대 국회의원을 지냈다. 1975년부터는 지리산에서의 경험을 토대로 수기 형식의 소설을 집필하기 시작했으나 유신 체제 하의 냉전적 사회 분위기 때문에 출판은 하지 못했다.
6월 항쟁이 성공하면서 조선인민유격대와 남부군에 대해 언급할 수 있는 시기가 오자 1988년에 실화소설 《남부군》을 내놓았다. 이태의 《남부군》은 오랫동안 이념 때문에 금기시되어 온 소재를 다루어 대한민국 사회에 큰 반향을 불러일으켰다. 이후 '빨치산 문학'으로 불리는 여러 증언과 기록, 소설이 쏟아져 나왔고, 정지영이 영화 《남부군》에서 이태의 소설을 영화화하기도 했다.
조선인민유격대에 대한 이태의 시각은 허무주의적이며 유격대 활동을 남과 북 모두에게서 버림받은 역사의 미아로 인식하고 있다. 이현상 암살을 조선민주주의인민공화국이 지시했다는 설이 대표적인 예이다. 《이현상 평전》과 같은 다른 관점에서는 이태의 이같은 시각을 대한민국에 깊숙이 전향한 자의 인식으로 비판하기도 한다.
1980년대 이후 상도동계 정치인들의 부름을 받아 민추협, 민주산악회 등의 조직에서도 몸담아 활동했다. 저서로 《한글공문편람》, 《여순병란》, 《천왕봉》,  수필집 《기다림》,  유고집 《시인은 어디로 갔는가》 등이 있다.

## 역대 선거 결과
|  | 20.1% |

|  | 23.02% |